# Raionul Kozelșciîna, Poltava
Kozelșciîna (în ucraineană Козельщинський район, transliterat: Kozelșciînskîi raion) este un raion în regiunea Poltava, Ucraina. Reședința sa este așezarea de tip urban Kozelșciîna.

## Demografie
Componența lingvistică a raionului Kozelșciîna
     Ucraineană (96,02%)
     Rusă (3,41%)
     Alte limbi (0,4%)
Conform recensământului din 2001, majoritatea populației raionului Kozelșciîna era vorbitoare de ucraineană (96,02%), existând în minoritate și vorbitori de rusă (3,41%).